# Sophie Mannerheim

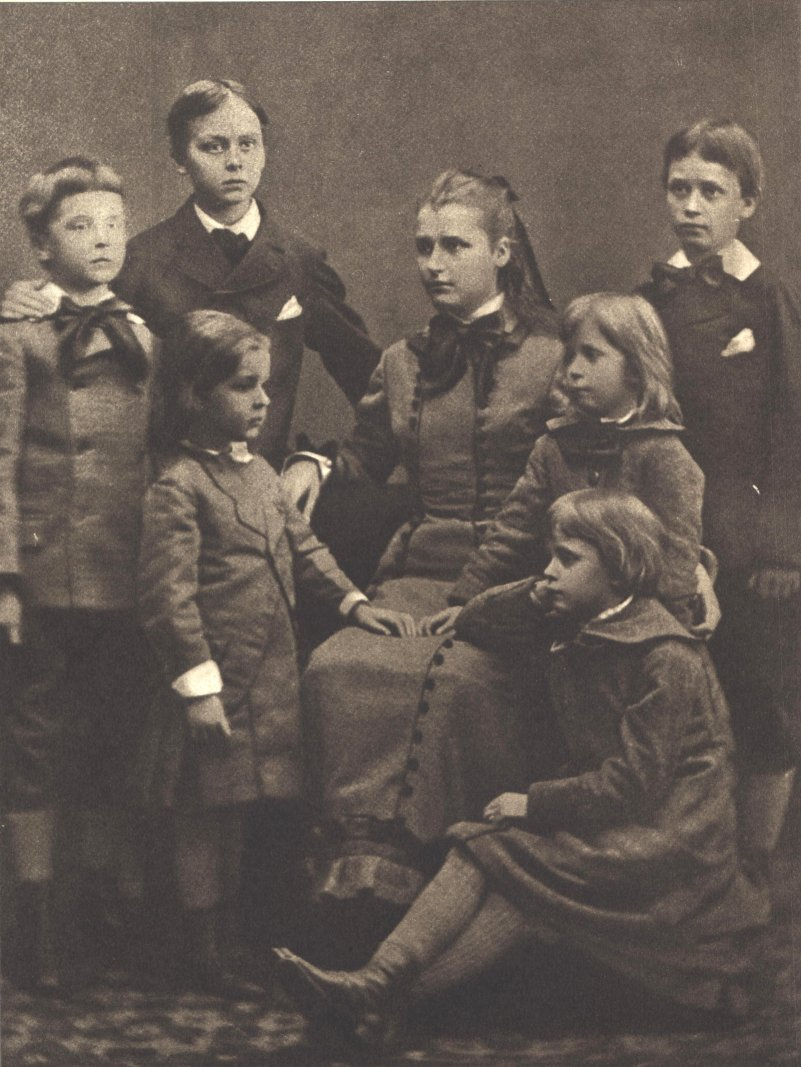
Sophie Mannerheim z rodzeństwem (siedzi w środku), 1880; na prawo Carl Gustaf Mannerheim

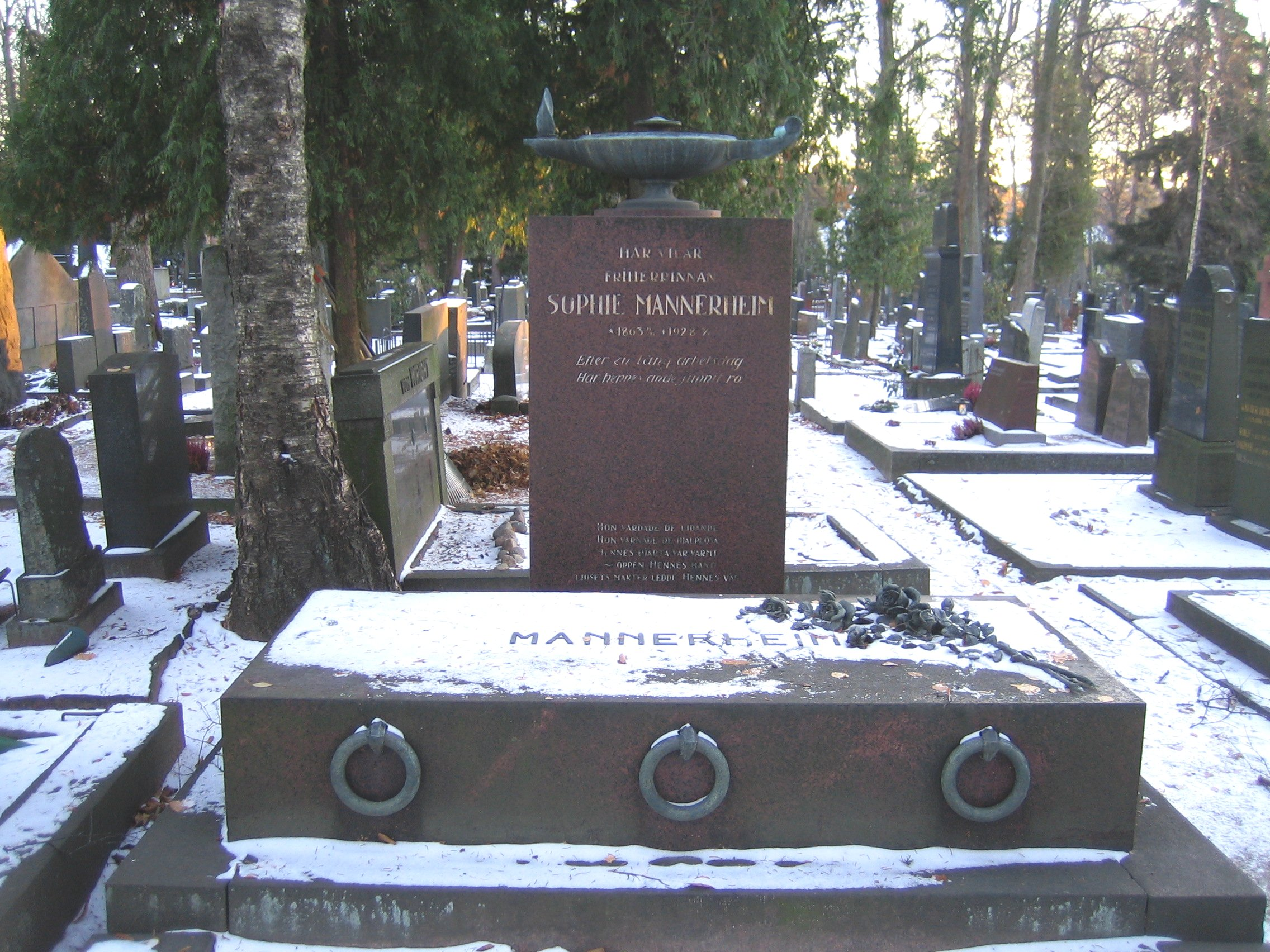
Grób Sophie Mannerheim na Cmentarzu Hietaniemi w Helsinkach

Eva Charlotta Lovisa Sofia (Sophie) Mannerheim (ur. 1863, zm. 1928) – fińska organizatorka nowoczesnego pielęgniarstwa.
Wywodziła się ze szwedzkiego, arystokratycznego rodu Mannerheim, założonego przez pochodzącego z Niemiec XVII-wiecznego kupca. Przy końcu XVIII wieku ród ten doczekał się fińskiej linii, kiedy to pradziadek Sophie, Carl Eric Mannerheim osiedlił się na ówcześnie wchodzących w skład Królestwa Szwecji terenach dzisiejszej Finlandii. Sophie była jednym z siedmiorga dzieci Carla Roberta Mannerheima i jego żony Hedvig Charlotty Heleny (Hélène) von Julin. Jej bratem był Carl Gustaf Mannerheim, fiński wojskowy i polityk.
W latach 1899–1902 uczęszczała do Szkoły Pielęgniarstwa Florence Nightingale w Londynie. Następnie zatrudniona była jako pielęgniarka w sanatorium dla dzieci chorych na gruźlicę. Później pracowała jako pielęgniarka rejonowa w fińskim mieście portowym Porvoo. W latach 1904–1928 pełniła funkcję przełożonej pielęgniarek w Szpitalu Chirurgicznym w Helsinkach.
Od 1889 r. zajmowała się prowadzeniem kursów dla pielęgniarek. W 1905 r. wybrano ją na przewodniczącą Fińskiego Stowarzyszenia Pielęgniarek. W 1906 r. przyczyniła się do otwarcia pierwszej w Helsinkach Szkoły Pielęgniarstwa. Była ona również organizatorką podyplomowych szkoleń dla pielęgniarek.
W 1918 r. utworzyła Pałac Dziecka. Instytucja ta niosła pomoc bezdomnym matkom i ich dzieciom. Dzięki pomocy Szwecji została ona rozbudowana o instytut pediatrii, szpital dziecięcy i centrum szkolenia pielęgniarek pediatrycznych. Następnie utworzyła ona Ligę Opieki nad Dzieckiem im. Sophie Mannerheim, gdzie była przez wiele lat wiceprzewodniczącą.
W 1907 r. uczestniczyła w pracach międzynarodowego ruchu pielęgniarskiego. Natomiast w latach 1922–1925 pełniła funkcję przewodniczącej w Międzynarodowej Radzie Pielęgniarek.
Pochowano ją na Cmentarzu Hietaniemi w Helsinkach, gdzie znajdują się groby znanych Finów m.in. wszystkich prezydentów Finlandii.